# Мотылёво (Архангельская область)
Мотылёво — деревня в Коношском районе Архангельской области. Входит в состав Коношского городского поселения. Часть бывшего села Треть.

## География
Деревня расположена к юго-востоку от Коноши, недалёко от административной границы Архангельской и Вологодской областей. К западу от деревни находятся деревни Харламовская и Паунинская. К югу от деревни протекает река Липоньга (приток Вотчицы).

## Население
| 2002 | 2010 | 2012 |
| ---- | ---- | ---- |
| 23   | ↘8   | ↘6   |

По данным Всероссийской переписи населения 2010 года, в деревне было 8 человек. На 1 января 2010 года в деревне числилось 5 человек, в 2002 году — 19 человек (русские — 100 %).

### Карты
- Мотылёво на карте Wikimapia
- [web.archive.org/web/20070627084134/mapp37.narod.ru/map1/index117.html Топографическая карта P-37-117,118. Коноша]
- Мотылёво. Публичная кадастровая карта